# Bild
Bild (estilitzat com a BILD, conegut col·loquialment i abans oficialment com a Bild-Zeitung) és un diari sensacionalista alemany publicat de dilluns a dissabte. Es tracta del diari de major tirada d'Alemanya. El diari, publicat per Axel Springer des del 24 de juny del 1952, fou el diari de major tirada d'Europa durant molt de temps.